# Genista hirsuta subsp. hirsuta
Genista hirsuta subsp. hirsuta é uma subespécie de planta com flor pertencente à família Fabaceae. 
A autoridade científica da subespécie é Vahl, tendo sido publicada em Symb. Bot. 1: 51 (1790).
Os seus nomes comuns são tojo-do-sul, tojo-gatenho ou tojo-gatunho.

## Portugal
Trata-se de uma subespécie presente no território português, nomeadamente em Portugal Continental.
Em termos de naturalidade é endémica da Península Ibérica.

## Protecção
Não se encontra protegida por legislação portuguesa ou da Comunidade Europeia.